# Luiz Felipe de Alencastro
Luiz Felipe de Alencastro (* 1946 in Itajaí, Santa Catarina) ist ein brasilianischer Historiker.

## Leben
Luiz Felipe de Alencastro ist Absolvent des Institut d’études politiques d’Aix-en-Provence (1970) und promovierte 1986 an der Universität Paris-Nanterre in neuzeitlicher Geschichte. Von 1986 bis 1999 lehrte er als Professor adjunto am Institut für Ökonomie der Universidade Estadual de Campinas (Unicamp), die ihm 1994 die Livre-docência (entspricht etwa einer Habilitation) für Wirtschaftsgeschichte verlieh. Er war von 2000 bis zu seiner Emeritierung 2014 ordentlicher Professor für Geschichte Brasiliens an der Universität Paris IV (Paris-Sorbonne) und seit 2001 Direktor des Centre d’Etudes du Brésil et de l’Atlantique Sud. Seit 2011 ist er Mitglied der Sektion Geschichte und Archäologie der Academia Europaea. 2012 war er Gastprofessor an der University of Massachusetts Dartmouth. Seit 2014 ist er Professor an der Escola de Economia de São Paulo der Fundação Getulio Vargas.
Alencastros Forschungsschwerpunkte sind die Geschichte Brasiliens, Angolas, des Südatlantiks und der Sklaverei. Er gilt, zusammen mit Thomas Skidmore, als einer der bedeutendsten Erforscher der afrobrasilianischen Geschichte.

## Schriften
- als Herausgeber: História da Vida Privada no Brasil, Band 2: Império: a corte e a modernidade nacional. Companhia das Letras, São Paulo 1997, ISBN 85-7164-681-3.
- O Trato dos Viventes. Formação do Brasil no Atlântico Sul, séculos XVI e XVII. Companhia das Letras, São Paulo 2000, ISBN 85-359-0008-X.
- mit Serge Gruzinski: Rio, la ville métisse/Rio de Janeiro, cidade mestiça. Fayard, Paris / Companhia das Letras, São Paulo 2001, ISBN 85-359-0168-X.